# Synthwave
Synthwave, poznat i kao outrun, retrowave ili futuresynth, mikrožanr je elektroničke glazbe uglavnom utemeljen na glazbi iz akcijskih filmova, znanstvenofantastičnih filmova i filmova strave iz osamdesetih godina 20. stoljeća. Na žanr utječu i umjetnost i videoigre iz tog desetljeća. Synthwave-glazbenici često izražavaju čežnju za kulturom osamdesetih i nastoje dočarati atmosferu toga doba.
Žanr su od sredine do kraja prvog desetljeća 21. stoljeća oblikovali producenti French housea, ali i mlađi glazbenici koje je nadahnula videoigra Grand Theft Auto: Vice City iz 2002. Na žanr su utjecali i skladatelji i glazbeni projekti kao što su John Carpenter, Jean-Michel Jarre, Vangelis (pogotovo njegova glazba za film Istrebljivač iz 1982.) i Tangerine Dream. Synthwave je stekao veću popularnost nakon što su se pjesme toga žanra pojavile u filmu Vožnja iz 2011., u videoigri Hotline Miami, u filmu Thor: Ragnarok iz 2017. i u Netflixovoj seriji Stranger Things.

## Osobine
Synthwave je mikrožanr elektroničke glazbe koji se uglavnom temelji na glazbi filmova iz osamdesetih godina 20. stoljeća, videoigrama i crtanim filmovima, ali i radovima skladatelja i glazbenih projekata poput Johna Carpentera, Jean-Michela Jarrea, Vangelisa i Tangerine Dreama. Na synthwave su utjecali i žanrovi elektroničke glazbe kao što su house, synth i nu-disco. Uglavnom je instrumentalan premda se u synthwave-pjesmama katkad mogu pojaviti i vokali. Tempo synthwave-pjesama može biti između 80 i 118 otkucaja u minuti, a tempo bržih pjesama može biti između 128 i 140 otkucaja u minuti.
Outrun je sinonim za synthwave koji je poslije poprimio općenitije značenje: zastarjelu estetiku iz osamdesetih godina 20. stoljeća koja pokriva videosmetnje do kojih dolazi pri reprodukciji VHS kaseta, magenta neonska svjetla i rešetke. Pojam je dobio ime po arkadnoj videoigri Out Run iz 1986., poznatoj po pjesmama koje se mogu izabrati u samoj igri i estetici tipičnoj za osamdesete. Prema glazbeniku Perturbatoru outrun je također zaseban podžanr; uglavnom je instrumentalan i često sadrži otrcane osobine osamdesetih poput elektroničkih bubnjeva, gated reverba te bas-dionice svirane na analognim sintesajzerima, čime oponaša zvuk pjesama iz toga doba. Synthwave ima i specifične vizualne osobine na omotima albuma i u glazbenim spotovima. Pišući za PC Gamer, Phil Iwaniuk izjavio je da „milenijalci preuzimaju osobine [...] osamdesetih koje su im neodovoljivo evokativne i posuvremenjuju ih gotovo do neprepoznatljivosti”.
Među ostalim su podžanrovima dreamwave, darksynth i scifiwave. Novinarka Julia Neuman izjavila je da su outrun, futuresynth i retrowave drugi nazivi za synthwave, a autor Nicholas Diak izjavio je da je retrowave opći pojam koji pokriva sve žanrove koji se temelje na osamdesetima, a među njih ubraja synthwave i vaporwave. Darksynth je nadahnut filmovima strave. U članku za Invisible Oranges Joseph Aprill napisao je da darksynth obilježava prijelaz iz jarke „atmosfere Poroka Miamija” i „utjecaja francuskog electro housea” prema „mračnijim elektroničkim teritorijima majstorskih skladatelja [glazbe za] filmove strave [kao što su] John Carpenter i Goblin” uz elemente post-punka, industrijalne glazbe i EBM-a.

## Nastanak
Synthwave je nastao sredinom ili krajem prvog desetljeća 21. stoljeća. Diak smatra da je žanr tako što je mlađe umjetnike nadahnulo odrastanje u osamdesetima te je izjavio da je uspjeh videoigre Grand Theft Auto: Vice City iz 2002. promijenio „poglede na osamdesete ... [nakon] parodija i neodlučnosti [priskrbio im je] poštovanje”, što je izravno potaknulo nastanak žanrova poput synthwavea i vaporwavea. MusicRadar također je istaknuo važnost Vice Cityja u oblikovanju žanra. Molly Lambert, pišući za MTV, komentirala je da je pjesma „Love on a Real Train” skupine Tangerine Dream, snimljena za film Riskantan posao (iz 1983.), uvelike utjecala na žanr „kićenim i ponavljajućim sintesajzerskim dionicama, hipnotičkim zvonima i zabavnim bubnjarskim strojevima”.
Sredinom prvog desetljeća 21. stoljeća producenti French housea David Grellier (College) i Kavinsky, koji su stvarali pjesme nadahnuti glazbom filmova iz osamdesetih, među najranijim su glazbenicima synthwavea. Na rane uratke synthwavea najviše su utjecali Istrebljivač (i glazba iz tog filma i sam film), videoigre iz osamdesetih, tadašnje najavnice proizvođača VHS-a i televizijskih vijesti te reklame. Prema NME-u i MusicRadaru film Vožnja iz 2011. uvelike je utjecao na synthwave; u tom se filmu pojavila pjesma „Nightcall” koju je napisao Kavinsky, ali i pjesme Davida Grelliera, Johnnyja Jewela i Cliffa Martineza. Sajt EDM.com Kovinskog je proglasio „pionirom synthwavea”, a horor-blog Bloody Disgusting nazvao je Carpentera Bruta „ikonom synthwavea”.

## Popularnost i nasljeđe
Početkom 2010-ih synthwave-pjesme iz filmova poput Vožnja i Tron: Nasljedstvo povećali su zanimanje za žanr. U Vožnji se nalaze pjesma „Nightcall” Kavinskog i „A Real Hero” Collegea i Electric Youtha, što je synthwaveu osiguralo veću popularnost i učvrstilo ga kao žanr. Pjesme toga žanra pojavile su se i u videoigrama poput Far Cry 3: Blood Dragon i Hotline Miami, ali i u Netflixovoj seriji Stranger Things, čija se radnja odvija u osamdesetim godinama 20. stoljeća. Christopher Higgins, pišući za Nerdglow, izjavio je da su Electric Youth i Kavinsky dva najpopularnija synthwave-izvođača 2014.
Sredinom 2010-ih fashwave (stopljenica riječi „fascist” i „synthwave”) pojavio se kao uglavnom instrumentalan miješani žanr synthwavea i vaporwavea; naslovi pjesama toga žanra često su politični, a u pjesmama se katkad nalaze i kraći odsječci zvuka, primjerice govora koje je držao  Adolf Hitler. Riječ je o pojavi u kojoj samozvani fašisti i sljedbenici alternativne desnice prisvajaju glazbu i estetiku vaporwavea. S druge strane, u to su doba određeni ruski producenti synthwavea počeli stvarati pjesme u kojima su iskazivali čežnju za Sovjetskim Savezom; taj se pristup synthwaveu katkad naziva „Sovietwave”.
Godine 2016. britanski sastav The 1975 objavio je hvaljenu, synthwaveom nadahnutu pjesmu „Somebody Else”. Izdana je kao treći singl za njegov drugi studijski album I Like It When You Sleep, for You Are So Beautiful yet So Unaware of It. Nadahnula je, između ostalog, i glazbenice Lorde, Tate McRae i Oliviju Rodrigo.
Synthwave je tijekom 2010-ih ipak ostao žanr za manju publiku. Godine 2017. PC Gamer izjavio je da su utjecaji synthwavea prisutni u videoigrama s početka tog desetljeća, primjerice u igrama Hotline Miami i Far Cry 3: Blood Dragon. Godine 2019. u članku za PopMatters novinar Preston Cram izjavio je: „Usprkos znatnoj prisutnosti i velikom entuzijazmu synthwave je glazbeni oblik koji je i dalje u undergroundu.” Dodao je da su „Nightcall” i „A Real Hero” i dalje „dvije synthwave-pjesme od tek nekoliko njih koje su do danas ostale poznate i onima koji ne prate taj žanr”.
VR igra Boneworks iz 2019. sadrži mnogo synthwave-pjesama, a skladao ih je Michael Wyckoff.
Godine 2020. „Blinding Lights”, synthwaveom nadahnuta pjesma R&B pjevača The Weeknda, pojavila se na vrhu američkih glazbenih ljestvica. Matt Mills, pišući 2021. za časopis Louder, izjavio je da je žanr „prožeo cijeli mainstream, stvorio gužvu na plesnim podijima i počeo se pojavljivati u glazbi blockbustera”.